# Фафнір
Фафнір або Фафні (давньоісл. Fáfnir) — персонаж скандинавської міфології, син чарівника Грейдмара, брат Отра та Реґіна, який з часом набув вигляду дракона. Згадується в «Старшій Едді», «Молодшій Едді», «Сазі про Вьольсунґів», також з'являється в опері Ріхарда Ваґнера «Перстень Нібелунга».

## Історія Фафніра
Про свого батька Греймдара та його синів Реґін розповів молодому Сіґурдові-Зіґфріду), аби змусити його вбити свого брата Фафніра. У величного чародія Грейдмара було три сини: Отр, Фафнір та Реґін. Фафнір був «від усіх найбільшим, від усіх найзлішим». Одного разу Отр плавав у водоспаді Андварафорс під виглядом видри, упіймав рибу й виплив на берег, де почав її їсти. В цей час його побачив Локі, який подорожував разом з Одіном та Гьоніром, й убив його каменем. По тому троє асів попросили в Грейдмара ночівлі. Грейдмар та його сини, дізнавшися про вбивство Отра, схопили та зв'язали асів, запропонувавши їм виплатити виру, яка мала полягати в тому, що вони мали засипати шкіру Отра золотом ззовні та зсередини. Локі здобув золото в карлика Андварі, який жив у Андварафорсі під виглядом щуки, й відібрав у нього перстень, на який карлик наклав прокляття. Аси сповнили шкіру видри зсередини й засипали її ззовні, крім однієї волосини з вусів, яку Одін прикрив проклятим перснем. Фафнір та Реґін витребували власну частку викупу в свого батька й через те, що Грейдмар відмовився їм давати будь-що, Фафнір прошив його мечем, поки той спав. За іншою версією він зробив це разом з Реґіном Реґін вимагав, аби Фафнір розподілив золото з ним навпіл, але той відмовився, погрожуючи братові смертю. По тому він переніс все золото на Ґнітагейд-поле, взяв меч Гротті, вдягнув Страхітливий Шолом й, набравши вигляду Змія, влігся на золоті.

## Вбивство Фафніра
Реґін, який став вихователем молодого Сіґурда, став намовляти його вбити Фафніра та забрати золото. Для боротьби з Фафніром він викував Сіґурдові меч Ґрам. Реґін порадив героєві викопати яму, аби, коли дракон повзтиме на водопій, вразити його знизу. Він сподівався, що Сіґурд уб'є Фафніра, але сам втопиться в крові Змія, й тоді все золото дістанеться йому. Тоді Сіґурдові з'явився старий й порадив героєві копати ще одне заглиблення для крові. Коли Фафнір, вивергаючи отруту, проповзав над ямою, Сіґурд увігнав меч Змієві під ліву ключицю по саму ручку. Смертельно поранений Фафнір спитав ім'я свого вбивці, Сіґур спочатку приховав його, але потім відкрився. Фафнір передбачив Сіґурдові смерть, якщо він візьме скарб: «Золото дзвінке/Скарб-вогонь червоний/Загубить тебе», й попереджає його про затію Реґіна, який хотів вбити героя. Реґін, який підійшов пізніше, вирізав мечем Ріділем серце дракона. Серце Фафніра, як виявилося, володіло чудодійними властивостями: з'ївши його, Сіґурд став розуміти мову тварин та птахів.

## Зовнішній вигляд
Реґін, намовляючи Сіґурда на вбивство Фафніра, каже, що «зріст його — як у Зміїв степових, й про нього більше кажуть, ніж він насправді є». Коли Сіґурд прийшов на Ґнітагейд-поле, до сховку дракона, він бачить, що той набагато більший, аніж йому розповідав Реґін: "Тоді промовив Сіґурд: «Сказав ти, Реґіне, що дракон цей не більший від степового Змія, а мені видається, що сліди в нього величезні». Камінь біля води, на якому зазвичай лежав Фафнір, був у довжину тридцять ліктів. Коли він повз на водопій, з його пащі бризкала отрута; вражений Сіґурдом, він «став бити головою та хвостом, руйнуючи все, що під удар потрапляло».

## Фафнір в німецькому епосі
Вбивство Зіґфрідом дракона присутнє й у німецьких переказах. В "Пісні про Нібелунгів "згадується про битву з драконом, хоча ім'я Фафніра не називається: «Можу я [Гаґен] й інше повідать про нього. /Він власним мечем зарізав дракона, / В крові його мився і став невразливим. / Від того — як бий його, він буде цілим.» У пізньосередньовічній (XVI століття) «Дивовижній повісті про рогового Зіґфріда», в якій фольклорні перекази про Зіґфріда було перероблено в дусі лицарського роману, оповідається про боротьбу Зіґфріда з драконом, який викрав красуню Флоріґунду (Крімгільд). До того ж, драконом цим є людина, яка набрала вигляду дракона (як й Фафнір), — дракон каже викраденій Флоріґунді: «Тобі нема чому горювати, а тим більше соромитися мене, адже за п'ять років, рахуючи від сьогодні, я знову стану людиною, тож ти маєш провести зі мною ще п'ять років та один день…» З іншої сторони, в «Дивовижній історії…» присутні два епізоди боротьби героя з драконом. В першому випадкові коваль, в якого Зіґфрід перебуває на вихованні (див. Реґін в скандинавському варіанті), хоче позбутися героя й відсилає його до лісу, де живе дракон, нібито за вугіллям. Зіґфрід, зустрівшися з драконом, кидає в нього дерево, в гілках якого той заплутується, тоді він збирає дитинчат дракона й спалює їх разом з ним. Сало чудовиськ розтоплюється й Зіґфрід занурився у нього, після чого його шкіра стала невразливою.

## Фафнір в опері«Перстень Нібелунга»
В тетралогії Ріхарда Ваґнера Фафнір постає карликом, братом Фазольта, який пізніше набирає вигляду дракона для охорони Золота Рейну, якого вбиває Зіґфрід.

## Фафнір в літературі
- Фафніром звуть доброго дракона з ірреального світу в романі Юлії Вознесенської «Шлях Кассандри, або Пригоди з макаронами».
- В серії романів Сєрґєя Лукьянєнка «Нічна варта», в книзі «Денна варта», Фафнір змальовується, як величний темний маг минулого, вбитий Сіґурдом в його темному вигляді дракона.

## Фафнір в кіно
- «Перстень Нібелунгів» — фільм 2004 року, знятий за мотивами «Пісні про Нібелунгів». Фафнір з'являється в першій частині фільму як дракон.